# Лоренцаго-ді-Кадоре
Лоренцаго-ді-Кадоре, Лоренцаґо-ді-Кадоре (італ. Lorenzago di Cadore, вен. Lorenzago de Cador) — муніципалітет в Італії, у регіоні Венето, провінція Беллуно.
Лоренцаго-ді-Кадоре розташоване на відстані близько 510 км на північ від Рима, 120 км на північ від Венеції, 45 км на північний схід від Беллуно.
Населення — 554 особи (2014).

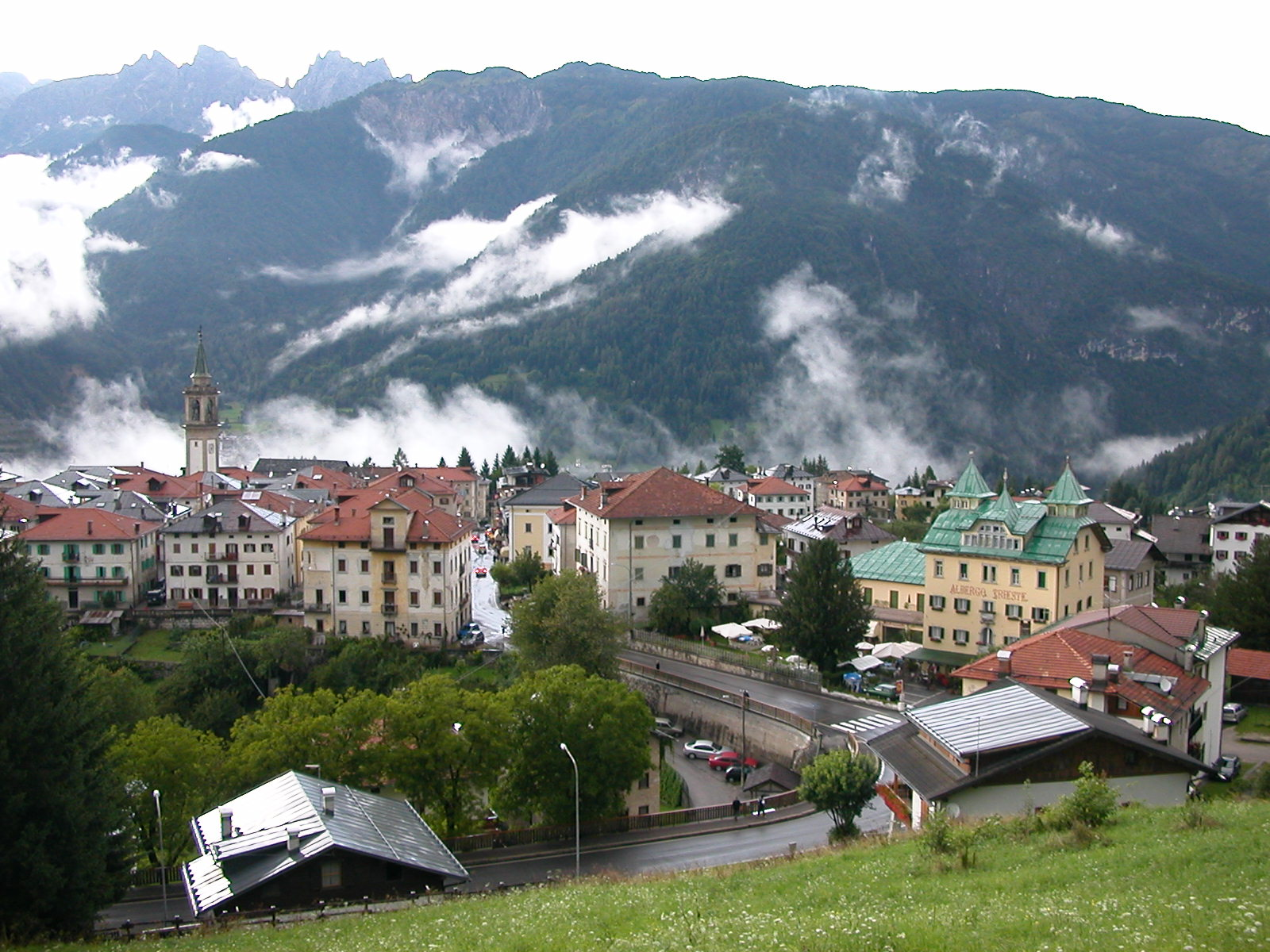

Щорічний фестиваль відбувається 12 липня. Покровитель — Santi Ermacora e Fortunato.

## Демографія
Населення за роками:

Станом на 1 січня 2023 року в муніципалітеті офіційно проживало 9 іноземців з 6 країн, серед них 3 громадяни країн Євросоюзу та 3 громадяни України.

## Сусідні муніципалітети
- Домедже-ді-Кадоре
- Форні-ді-Сопра
- Лоццо-ді-Кадоре
- Віго-ді-Кадоре